# Wapen van Beusichem

Het wapen van Beusichem

Het wapen van Beusichem was het gemeentelijk wapen van de Gelderse gemeente Beusichem. Het wapen was, als gemeentelijk wapen, in gebruik vanaf 1816 tot aan 1978. In 1978 ging de gemeente op in de gemeente Buren. Voordat het het wapen van de gemeente Beusichem was, was het het wapen van de gelijknamige heerlijkheid.
Het wapen zou afgeleid zijn van het wapen van de eerste heer van Bosichem, het huidige Beusichem, Gerbrand van Teisterband, zoon van Diederik van Teisterband die in 880 gedood werd. Het wapen was vrijwel gelijk, de nu drie schuinbalken werden door Gerbrand in het rood gevoerd, in plaats van in het blauw. Echter, in die tijd werden er nog geen wapens gevoerd. Wapens ontstonden in de middeleeuwen rond 1100. Wel voerden de heren van Beusichem in latere tijden drie rode schuinbalken op een goud veld.

## Blazoenering
De blazoenering van het wapen luidde als volgt:
Van goud, beladen met drie banden van azuur.
Het wapen is in de rijkskleuren blauw en goud. Meer gebruikelijk is een blauw veld met daarop gouden stukken, in dit geval is het veld goud met daarop drie blauwe banden. De blazoenering vermeldt niet dat op het wapen een kroon staat van in totaal negen parels.

## Verwante wapens

Van Beusichem
Het wapen van Buren tussen 1978 en 1999